# Formación Adamantina
La Formación Adamantina es una formación geológica perteneciente al Grupo Bauru, Estado de São Paulo, Brasil, siendo la más joven de este, incluida en el Cretácico superior, en el Campaniense tardío a Maastrichtiense. Durante la deposición de la Formación  Adamantina existieron períodos largos y secos que causaron la segmentación de los lagos grandes (debido a las irregularidades topográficas en el sustrato basáltico) y a veces las exposiciones de los pisos del lago; cuando estaban inundados estos pisos del lago fueron colonizados por los prados extensos de solas especies de charophytes.

## Paleontología
- Cocodrilos
  - Adamantinasuchus
  - Montealtosuchus
- Dinosaurios
  - Adamantisaurus
  - Maxakalisaurus
  - Gondwanatitan
  - Antarctosaurus
  - Aeolosaurus

Además de moluscos, peces quelonios,